# Gescom (maxi)
Pour le groupe, voir Gescom.
Albums de Gescom
— Gescom 2
(1995)
Gescom est le premier EP du groupe anglais de musique électronique Gescom, paru en 1994.

## Titres

### CD
| 1.    | Dan One    | 7:15  |
| 2.    | Five       | 10:06 |
| 3.    | Cicada     | 8:20  |
| 4.    | Sciew Spoc | 10:25 |
| 36:06 |            |       |

### Vinyle
| 1. | Dan One | 7:15  |
| 2. | Five    | 10:06 |

| 1. | Cicada     | 8:20  |
| 2. | Sciew Spoc | 10:25 |